# Eva Nyström
Eva Nyström (Piteå, 25 de diciembre de 1977) es una deportista sueca que compitió en triatlón y duatlón.
Ganó una medalla en el Campeonato Mundial de Triatlón de Invierno de 2006, y una medalla en el Campeonato Europeo de Triatlón de Invierno de 2007.
En duatlón obtuvo cuatro medallas en el Campeonato Mundial de Duatlón de Larga Distancia entre los años 2011 y 2014, y dos medallas en el Campeonato Europeo de Duatlón de Larga Distancia en los años 2012 y 2013.

## Palmarés internacional
| Campeonato Mundial | Campeonato Mundial          | Campeonato Mundial | Campeonato Mundial |
| Año                | Lugar                       | Medalla            | Prueba             |
| ------------------ | --------------------------- | ------------------ | ------------------ |
| 2006               | Sjusjøen (Noruega)          | Medalla de plata   | Individual         |
| Campeonato Europeo |                             |                    |                    |
| Año                | Lugar                       | Medalla            | Prueba             |
| 2007               | Triesenberg (Liechtenstein) | Medalla de plata   | Individual         |

| Campeonato Mundial | Campeonato Mundial               | Campeonato Mundial | Campeonato Mundial |
| Año                | Lugar                            | Medalla            | Prueba             |
| ------------------ | -------------------------------- | ------------------ | ------------------ |
| 2011               | Zofingen (Suiza)                 | Medalla de plata   | Individual         |
| 2012               | Zofingen (Suiza)                 | Medalla de oro     | Individual         |
| 2013               | Zofingen (Suiza)                 | Medalla de oro     | Individual         |
| 2014               | Zofingen (Suiza)                 | Medalla de plata   | Individual         |
| Campeonato Europeo |                                  |                    |                    |
| Año                | Lugar                            | Medalla            | Prueba             |
| 2012               | Horst aan de Maas (Países Bajos) | Medalla de plata   | Individual         |
| 2013               | Horst aan de Maas (Países Bajos) | Medalla de plata   | Individual         |